# Romanstraße
Die Romanstraße ist eine etwa 1,8 km lange Innerortsstraße im Münchner Stadtbezirk Neuhausen-Nymphenburg.

## Beschreibung
Sie beginnt an der Nymphenburger Straße beim Grünwaldpark und endet an der Hirschgartenallee. Sie verläuft von Ost nach West parallel südlich des Nymphenburger Kanals mit Nördlicher und Südlicher Auffahrtsallee. An ihr liegt der Romanplatz. Die Straße ist geprägt durch Villen aus dem späten 19. Jahrhundert, die sich besonders um das Rondell Neuwittelsbach konzentrieren (siehe auch: Villenkolonie Neuwittelsbach). An der Romanstraße 13, 19, 20, 25, 26a, 29, 32, 74, 95, 97, 99, 101 und 103 liegen Baudenkmäler, siehe dazu: Liste der Baudenkmäler in Nymphenburg.
In der Romanstraße verläuft bis zum Romanplatz ein Teilstück der Trambahnlinie 12.

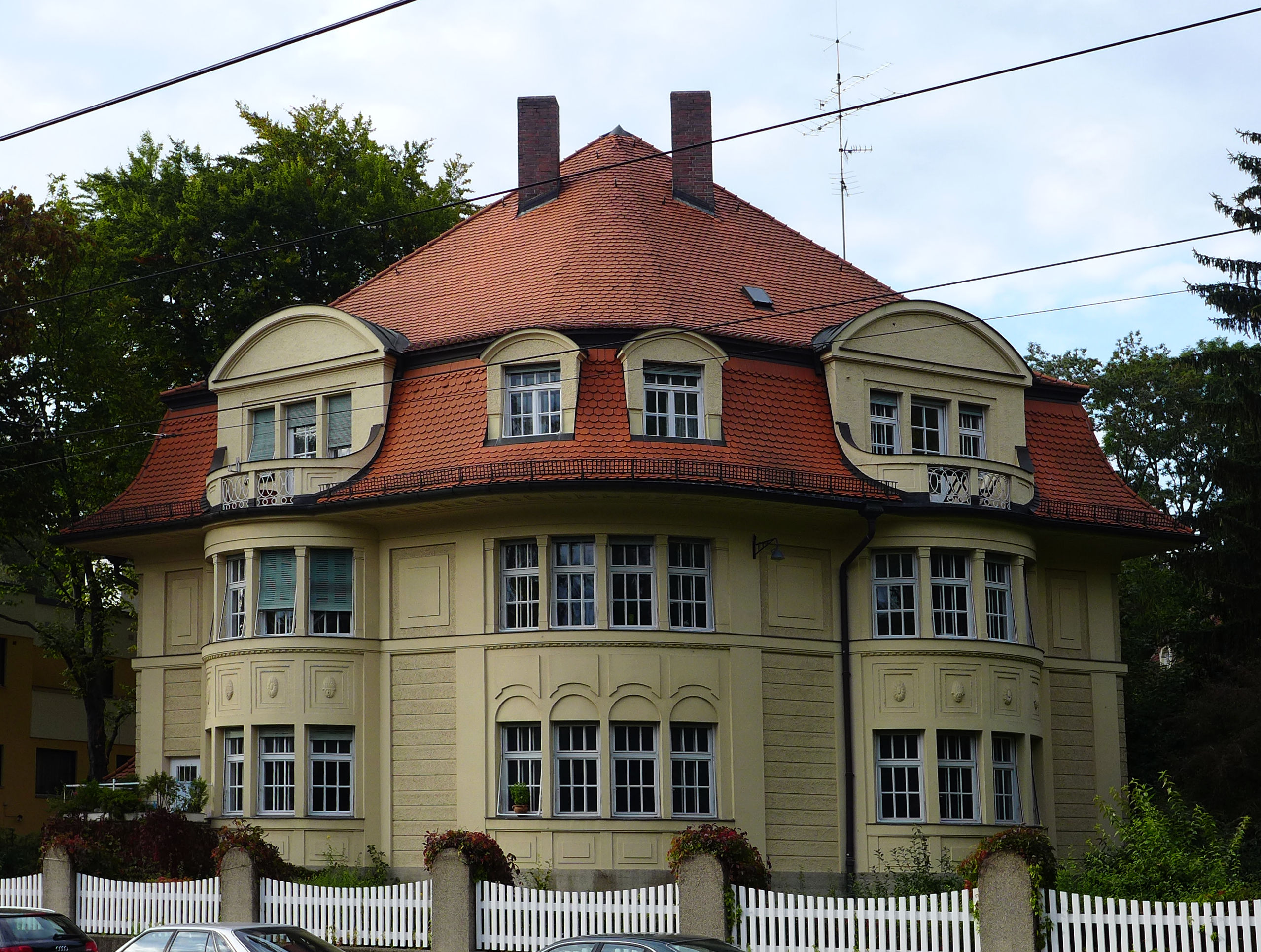
Romanstraße 19
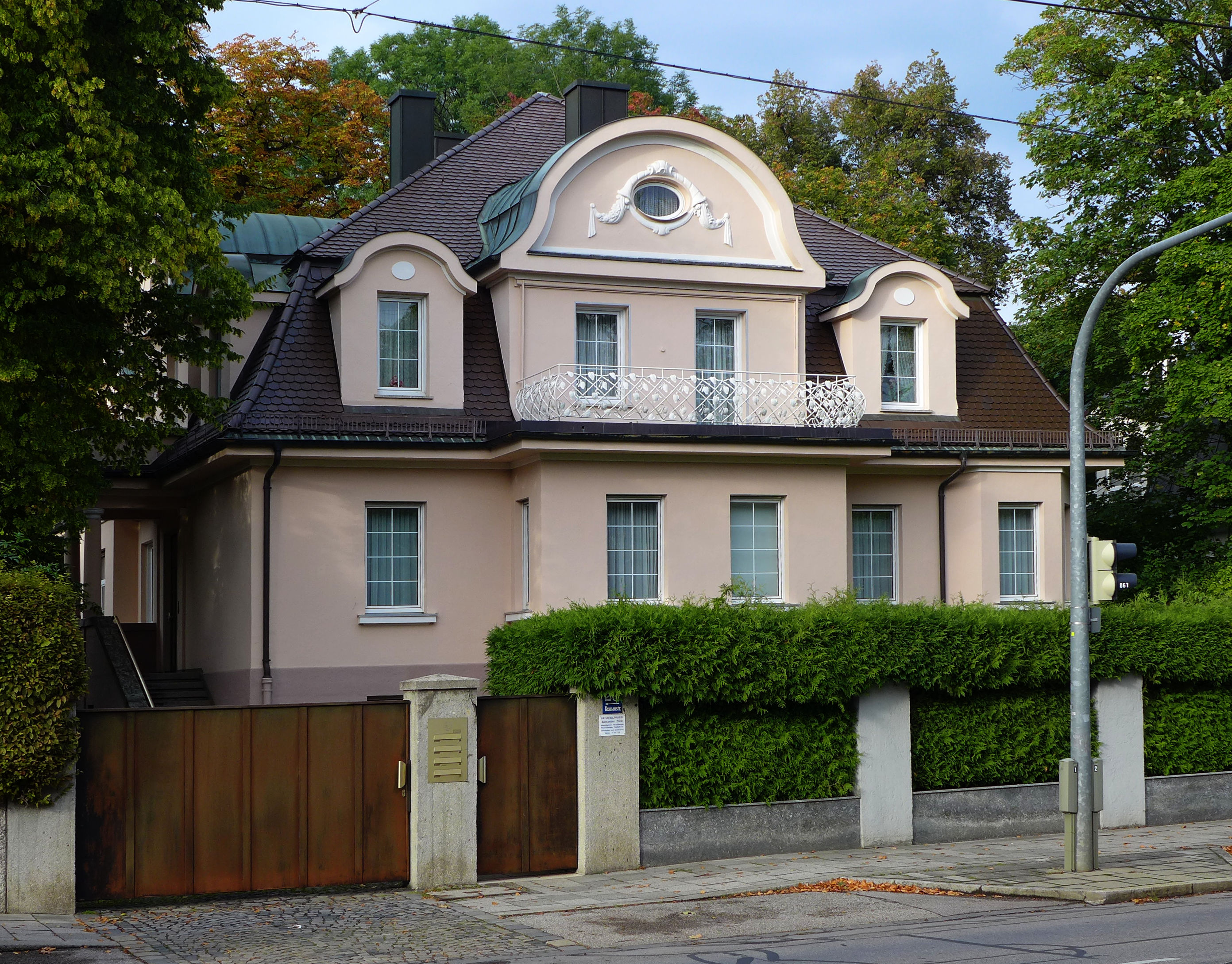
Romanstraße 25
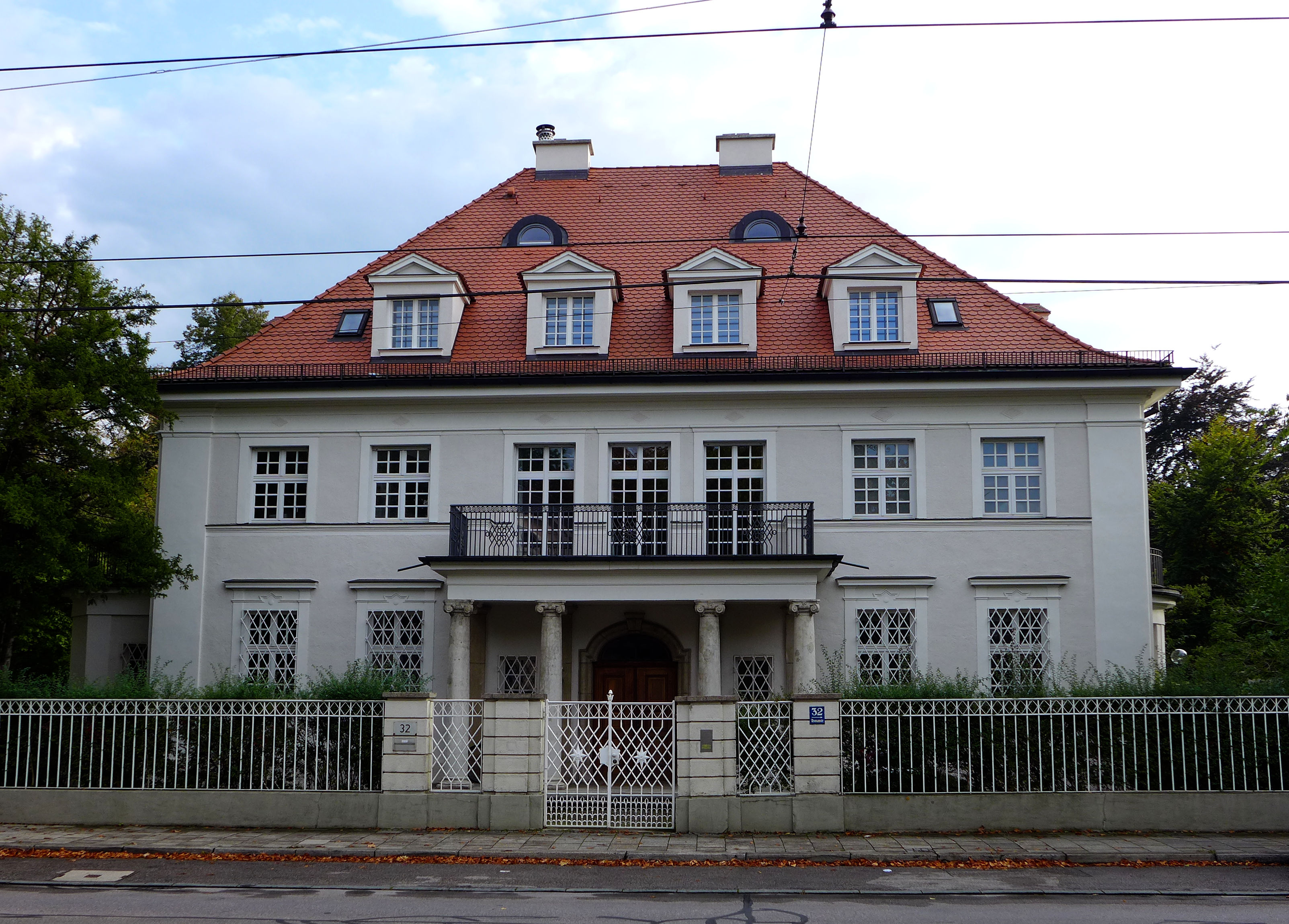
Romanstraße 32
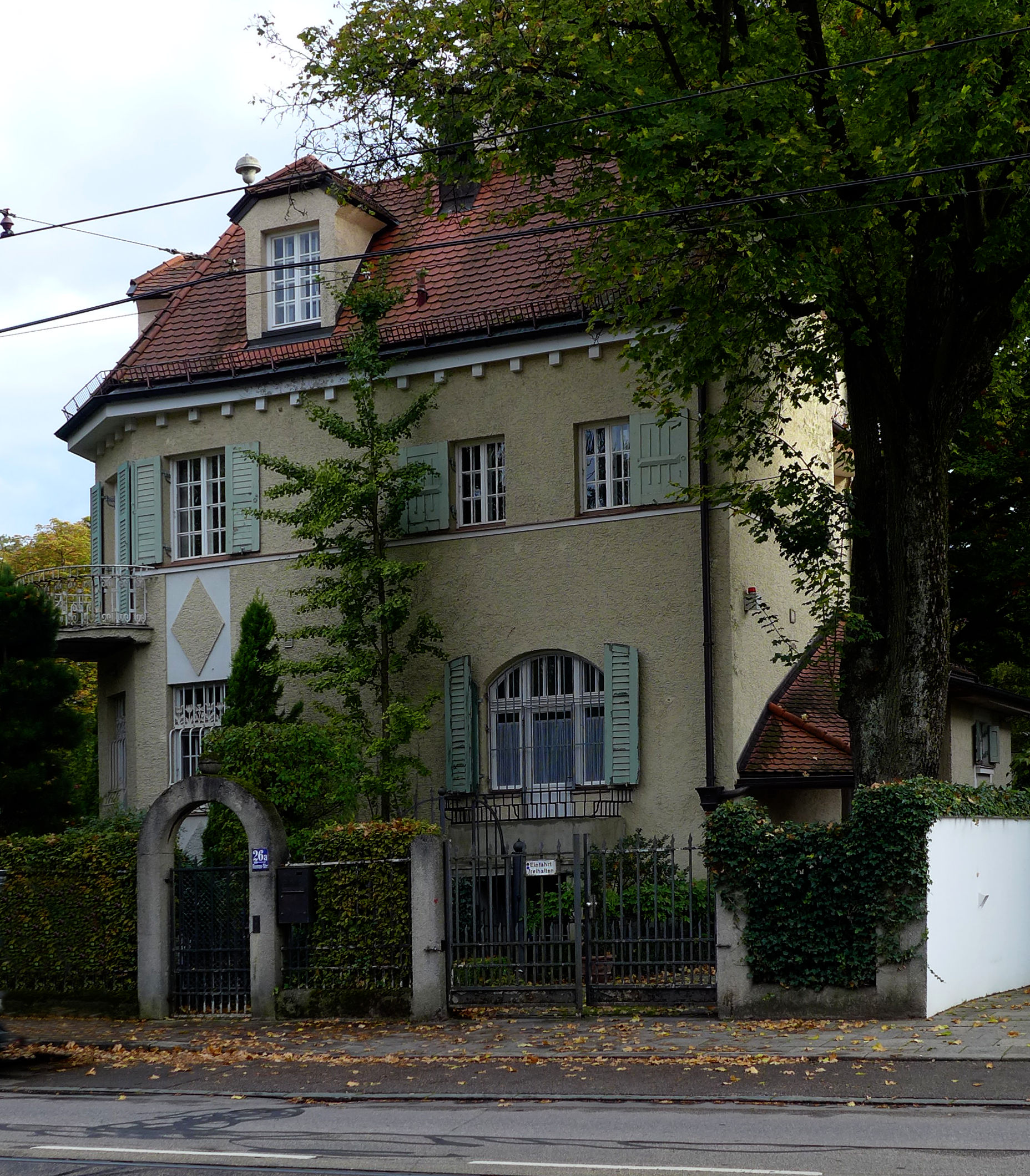
Romanstraße 26
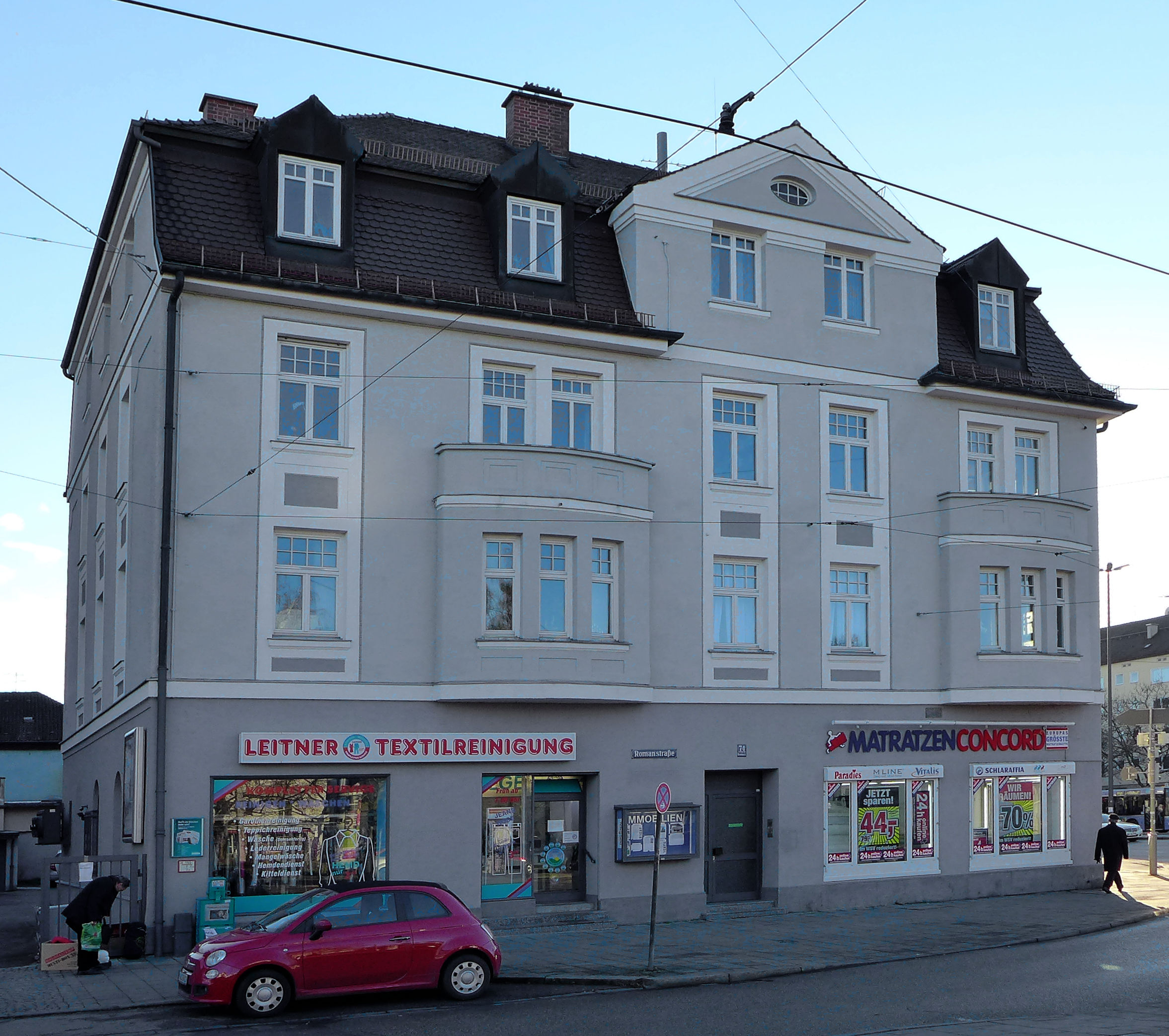
Romanstraße 74
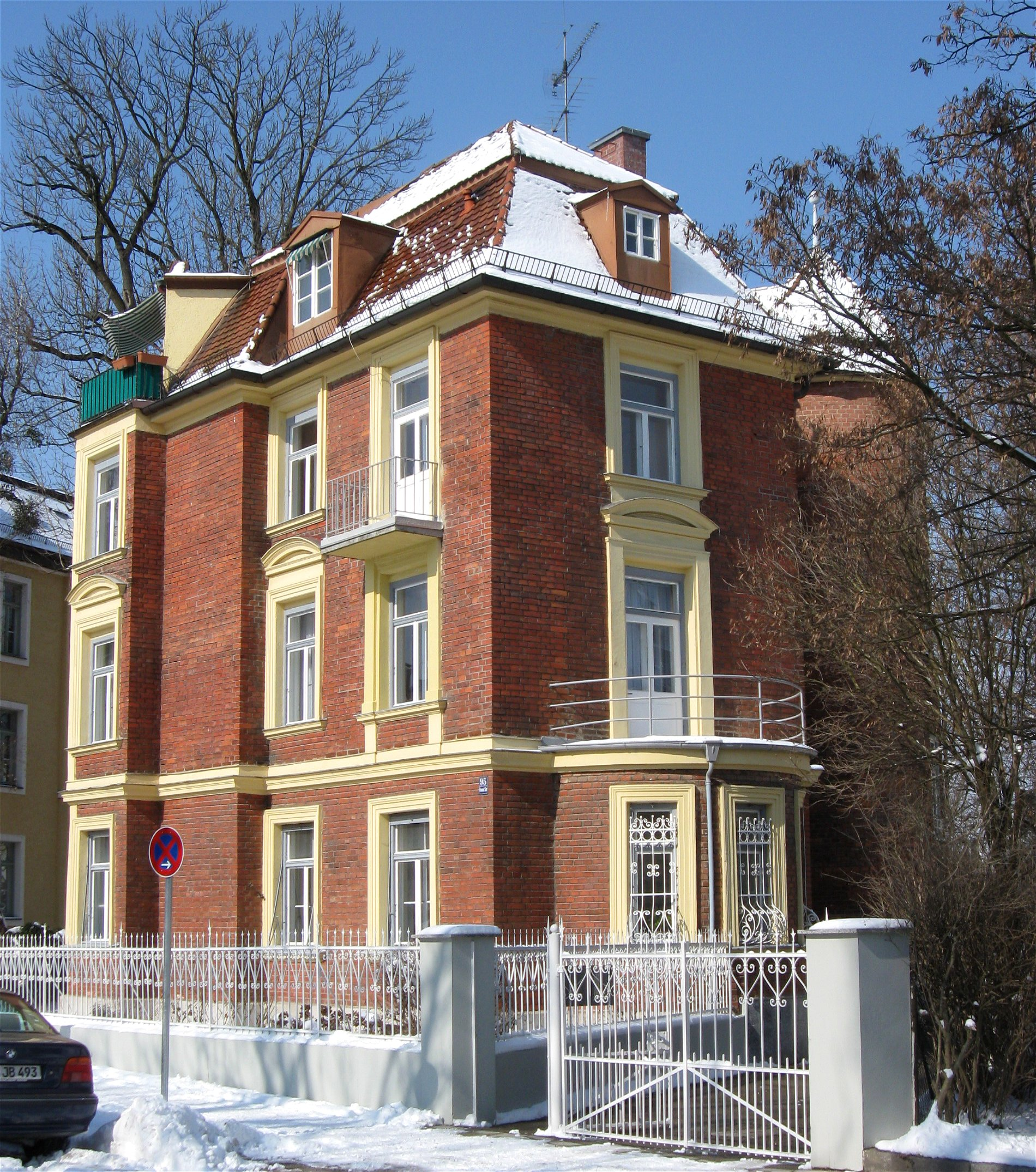
Romanstraße 95
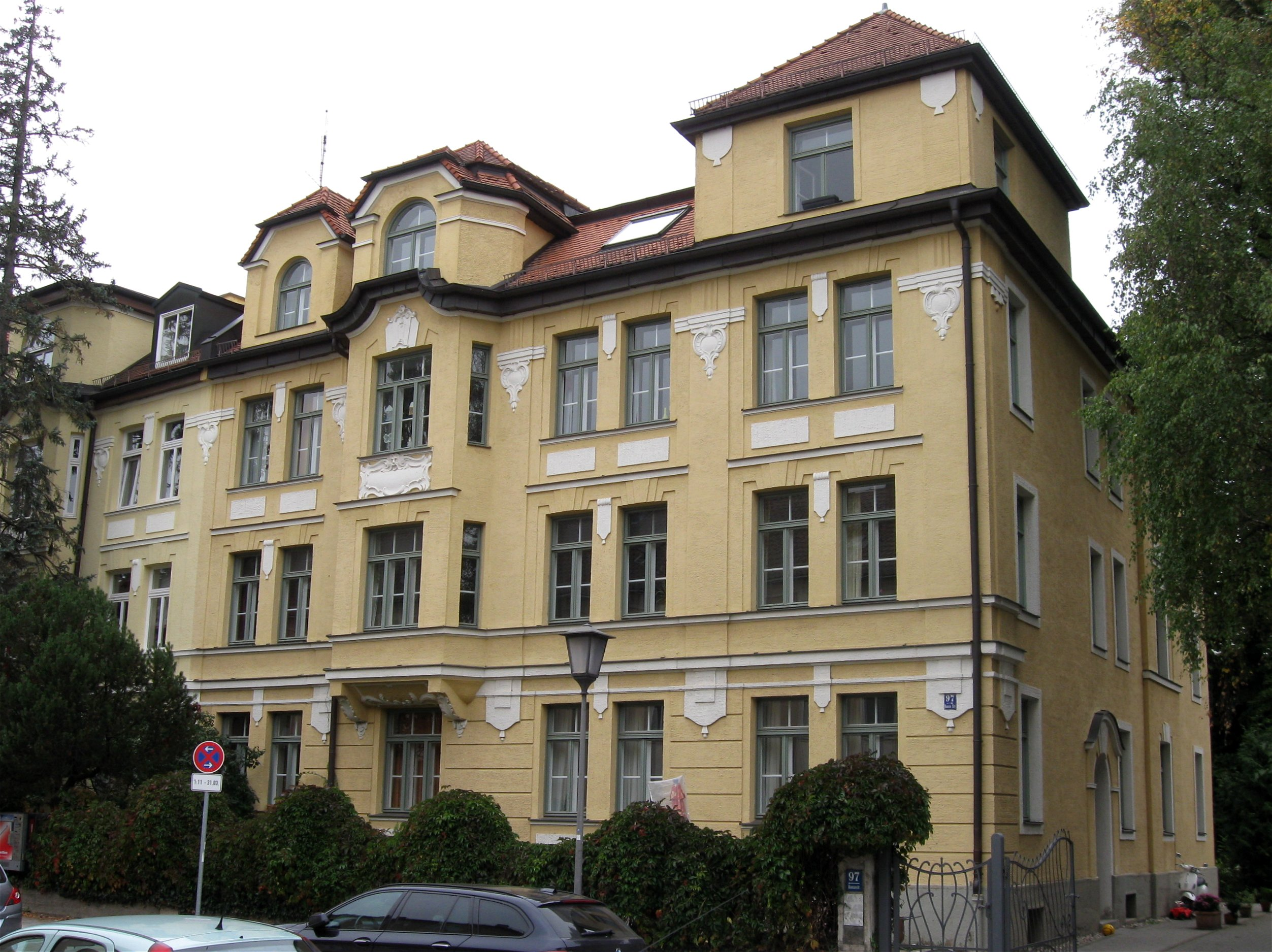
Romanstraße 97
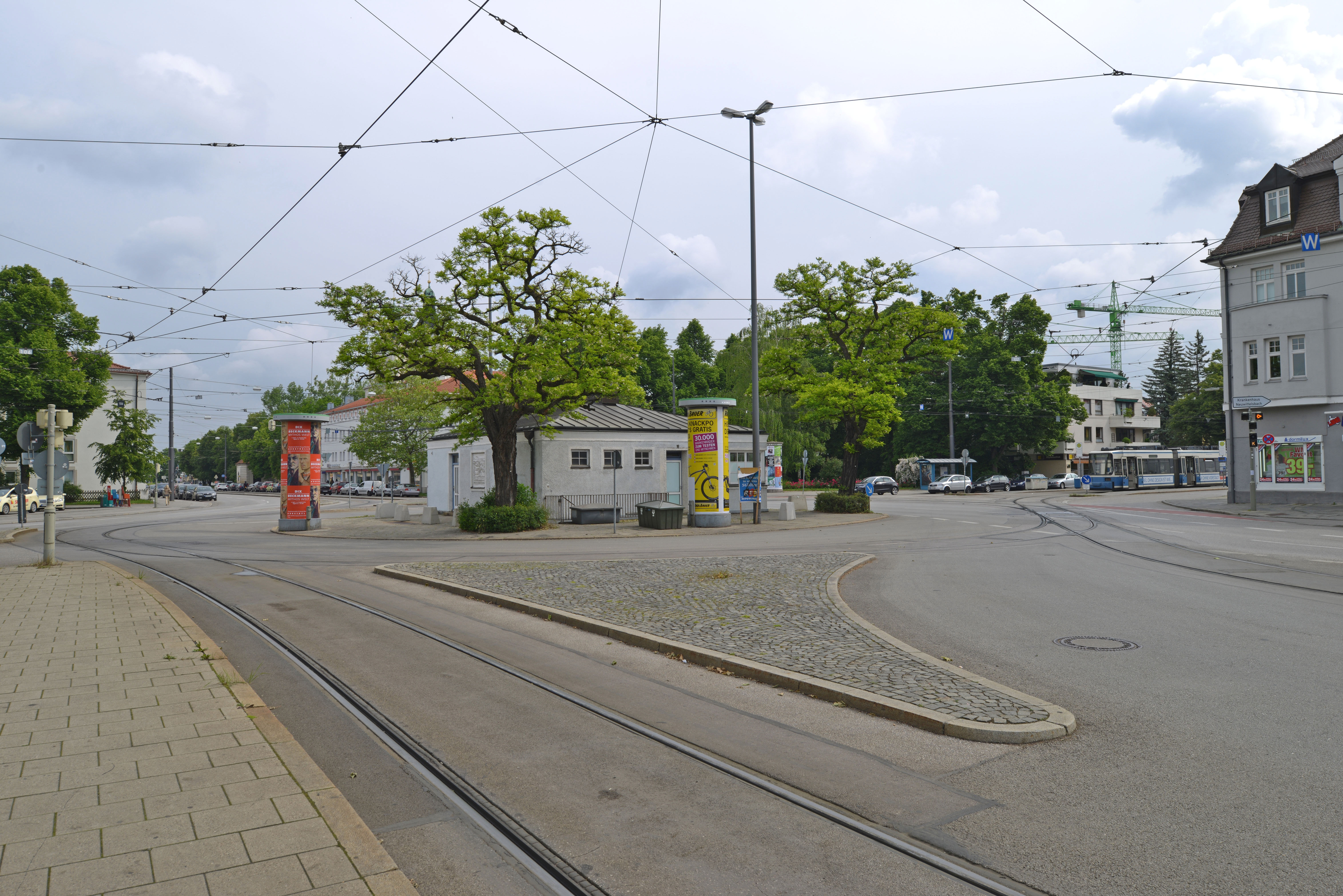
Romanplatz

## Geschichte
Am Romanplatz lag 1890 bis 1916 der Volksgarten Nymphenburg.
Die Romanstraße wurde 1903 nach Rudolf Ernst Philipp August Freiherr von Roman benannt. Sie ist ein Ort des Kulturgeschichtspfades Neuhausen-Nymphenburg.
Eine Folge der Serie Schulmädchenreport wurde in der Romanstraße gedreht.